# Čiurlionis-Streichquartett

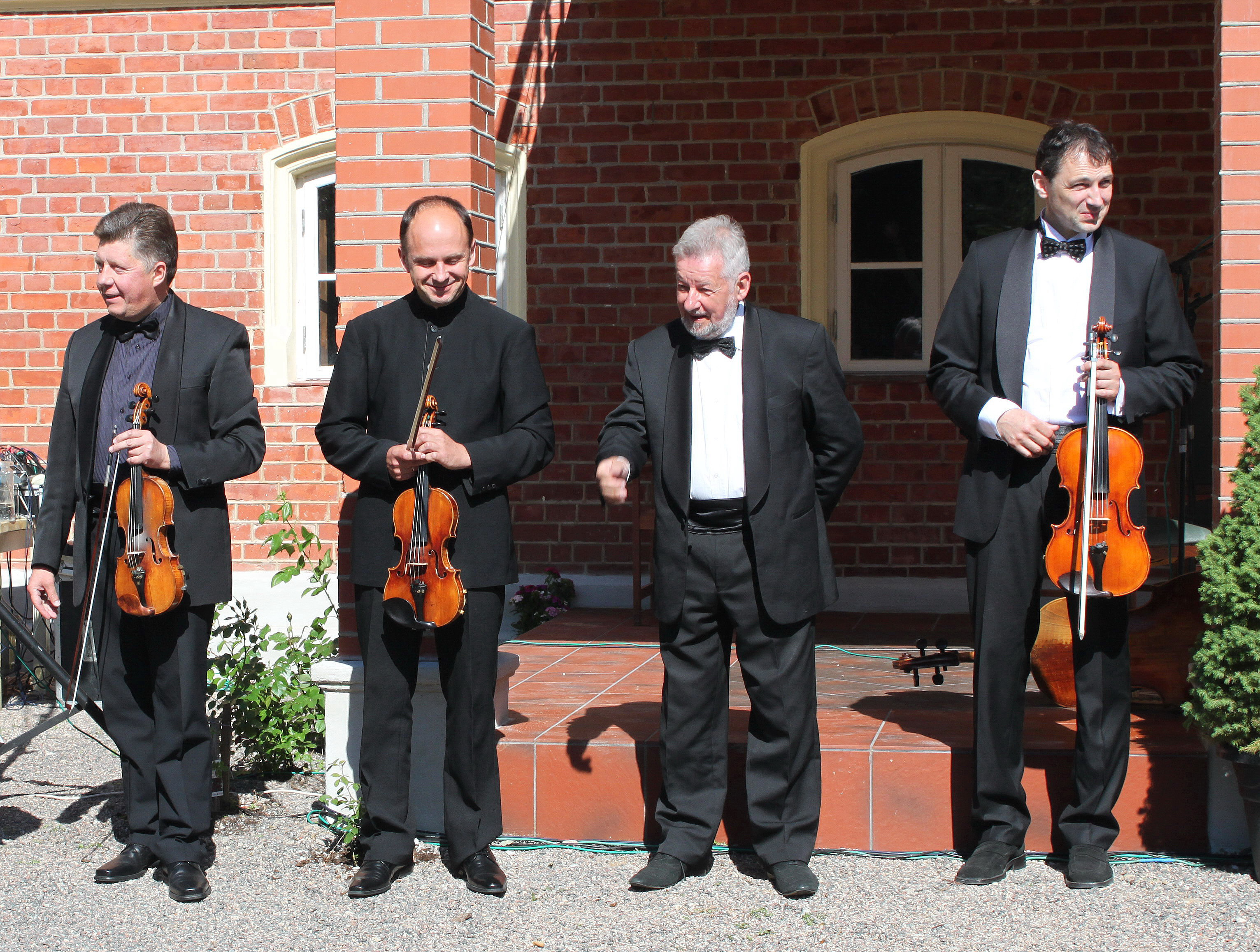
Streichquartett

Das Čiurlionis-Streichquartett (lit. Čiurlionio kvartetas) ist ein Streichquartett aus Vilnius, der Hauptstadt Litauens. Das Streichquartett wurde 1968 an der Lietuvos muzikos akademija gegründet. Es gehört der Nationalphilharmonie Litauens und trägt den Namen des Musikers Mikalojus Konstantinas Čiurlionis (1875–1911). Das Quartett hatte über 3000 Konzerte in Litauen und im Ausland („Berliner Festwochen“, „Prager Frühling“, „Vlaanderen“, „Janačkuv mai“, „Moravian Autumn“, „Balve Höle“ etc.).
1990 wurde es mit dem Nationalen Kultur- und Kunstpreis Litauens ausgezeichnet.

## Zusammensetzung
Die Musiker sind Jonas Tankevičius (1. Geige), Darius Dikšaitis (2. Geige), Gediminas Dačinskas (Alt) und  Saulius Lipčius (Cello). In dieser Zusammensetzung spielt das Quartett seit 2003.